# صمد (إربد)
صمد قرية أردنية تقع في جنوب محافظة إربد في لواء المزار الشمالي على طريق اربد عجلون، وتبعد عن اربد حوالي 20 كيلومتر، تبلغ مساحة صمد 14000 دونم. يحدها من الشمال حبكا ومن الغرب المزار الشمالي ومن الجنوب شطنا والإبراهيمية ومن الشرق الحصن. يبلغ ارتفاعها تقريبا 1030 متر عن سطح البحر.